# 李英 (会宁伯)
李英（1356年—1442年），西番人，明朝军事将领，會寧伯。
李英其父南哥，世居青海民和上川口，在洪武年间率众归附明朝，朱元璋授其西寧州同知，后累功至西寧衛指揮僉事。永乐六年（1408年），李英嗣官。随明成祖北征兀良哈、阿鲁台。永樂十年（1412年），番酋老的罕叛变，李英讨伐，后有所斩获，晋升都指揮僉事。当时其番僧張答裏麻，居住于西宁，骄傲恣甚，借助通翻文书而計取西番貢使資。李英發其事，磔死，籍其家。永乐末年，中官喬來喜、鄧誠等出使西域，经过安定、曲先，遇賊見殺，掠所賫金幣。洪熙元年（1425年），李英率兵追缴，进讨塞外蒙古四卫，并俘虏杀死一千一百余人。宣宗嘉奖，擢右府左都督，賜賚加等。宣德二年（1427年），封會寧伯，祿千一百石，世称东伯府，並封南哥如子爵。
李英因公骄横，于是多有不法之事。宁夏总兵官史昭奏英父子有異誌。南哥上书辩解，后宣宗賜敕慰諭。宣德七年（1432年），西寧指揮祁震子祁成當襲父職。而其庶兄祁監藏为李英外甥，欲奪之。祁成祖父祁太平带着祁成进京城辩解时，李英派人逮捕祁太平及其义子杖击，义子竟死。御史听闻后纷纷交相弹劾，并追及其前罪，李英下詔獄，奪爵論死。正统二年（1437年），释放。正统七年（1442年）去世。